# ヨゼフ・コドウセク
ヨゼフ・コドウセク（Josef Koďousek, 1923年11月27日 - 1995年5月20日）は、チェコのヴィオラ奏者。
プラハの生まれ。1937年から1943年および1945年から1946年にかけてプラハ音楽院に学生として籍を置き、ルドルフ・ライシヒとノルベルト・クバートの薫陶を受けた。1948年にはプラハ芸術アカデミーでフランティシェク・ダニエルにも師事。1954年にヴラフ四重奏団にヴィオラ奏者として加入し、1955年にはリエージュで開催された弦楽四重奏の国際コンクールにヴラフ四重奏団の団員として参加して優勝している。1970年にヴラフ四重奏団を脱退し、独奏者としても活動するようになった。
プラハにて没。